# Andy On
Andy On, de son vrai nom Andy Tien mais né sous le nom de On Chi-kit (安志杰) le 11 mai 1977, est un acteur, artiste martial et chanteur américano-taïwanais. 

## Biographie
Andy On quitte l'école pendant le lycée pour travailler comme barman à Rhode Island. Durant ce travail, il est approché par Charles Heung, fondateur de la China Star, et le réalisateur Tsui Hark qui lui proposent le rôle principal de Black Mask 2: City of Masks (2002), la suite de Black Mask (1996) avec Jet Li. Malgré les mauvaises critiques et les mauvais résultats au box-office, On continue dans cette nouvelle carrière d'acteur, s'améliorant à la fois en arts martiaux et dans son jeu de comédien. Il suit ainsi l'entraînement physique de Chung Chi-li, chef de la Jackie Chan Stunt Team (en) et commence à s'entraîner avec Jackie Chan en 2001 pour le film Looking for Mr. Perfect (2003). Il s'entraîne au wushu au monastère Shaolin et étudie la chorégraphie de scènes d'action auprès de Nicky Li pour son premier film, Looking for Mister Perfect, qui est tourné avec Black Mask 2: City of Masks, mais sorti un an plus tard en 2003. Il remporte le Hong Kong Film Award du meilleur nouvel acteur pour son rôle dans Star Runner (en) (2003).
Outre sa carrière d'acteur, On est également chanteur et a sorti quelques morceaux, dont un duo avec la chanteuse pop taïwanaise Jolin Tsai intitulé Angel of Love.
Il connaît de nombreuses blessures durant sa carrière d'acteur comme par exemple en se blessant aux ischio-jambiers pendant le tournage de New Police Story (2004) lors de l'un de ses deux combats contre Jackie Chan. Durant la production du film Les Trois Royaumes : La Résurrection du Dragon (2008), il reçoit un coup au visage par un cascadeur lors d'une scène d'action. Il a la lèvre coupée et, après sept opérations chirurgicales, une petite cicatrice est toujours présente mais il la considère comme un « trophée » pour son travail acharné sur le film.

## Vie privée
Andy On a eu une relation éphémère avec Coco Lee en 2002, et est en couple avec Jennifer Tse de 2009 à 2013.
Durant le tournage de Zombie Fight Club, il rencontre l'actrice Jessica Cambensy (en) avec qui il commence à sortir en novembre 2014. Ils se fiancent en octobre 2015, une semaine après que Jessica ait annoncé qu'elle était enceinte,. Ils deviennent parents d'une petite fille nommée Tessa en mars 2016 et se marient le 15 octobre 2017 lors d'une cérémonie privée à Hawaï. Le 19 juin 2018, ils ont un fils appelé Elvis.
Il parle anglais, mandarin et un peu cantonais.

## Filmographie
| Année | Titre                                          | Rôle                       | Notes                                                                  |
| ----- | ---------------------------------------------- | -------------------------- | ---------------------------------------------------------------------- |
| 2002  | Black Mask 2: City of Masks                    | Black Mask                 |                                                                        |
| 2003  | Looking for Mr. Perfect                        | Alex                       | aussi appelé Looking for Mr. Perfect                                   |
| 2003  | Star Runner                                    | Tank Wong                  | Hong Kong Film Award du meilleur nouvel acteur aussi appelé The Kumite |
| 2004  | Itchy Heart                                    | Wil                        |                                                                        |
| 2004  | New Police Story                               | Law Tin-tin                |                                                                        |
| 2004  | The White Dragon                               | le second prince Tian Yang |                                                                        |
| 2005  | Dragon Squad                                   | la cible secrète de Suet   | aussi appelé Dragon Heat                                               |
| 2006  | Lethal Angels                                  | Jet                        | aussi appelé Devil Angel ou Naked Avengers                             |
| 2006  | Election 2                                     | Lik                        | aussi appelé Election 2: Harmony Is a Virtue ou Triad Election         |
| 2006  | Dating a Vampire                               | Kit                        |                                                                        |
| 2006  | Fatal Contact                                  | Dragon d'argent            |                                                                        |
| 2006  | Nothing Is Impossible                          | Jason                      |                                                                        |
| 2007  | Invisible Target                               | Tien Yeng-yee              |                                                                        |
| 2007  | Mad Detective                                  | l'inspecteur Ho Ka-on      |                                                                        |
| 2008  | Les Trois Royaumes : La Résurrection du Dragon | Deng Zhi                   |                                                                        |
| 2008  | Forgive and Forget                             | Andy                       |                                                                        |
| 2008  | La Lingerie                                    | Eugene                     |                                                                        |
| 2010  | Black Ransom                                   | Gundam                     |                                                                        |
| 2010  | Bad Blood                                      | Calf                       |                                                                        |
| 2010  | True Legend                                    | Yuan Lie                   |                                                                        |
| 2010  | Shanghai                                       | Yum                        |                                                                        |
| 2010  | Crossing Hennessy                              | Xu                         |                                                                        |
| 2011  | The Lost Bladesman                             |                            |                                                                        |
| 2011  | Mural                                          |                            |                                                                        |
| 2011  | White Vengeance                                | Han Xin                    |                                                                        |
| 2012  | The Viral Factor                               | l'gent Sean Wong           |                                                                        |
| 2012  | Naked Soldier                                  | Sam Wong                   |                                                                        |
| 2012  | Cold War                                       | le commandant Michael Shek |                                                                        |
| 2013  | Unbeatable                                     | Li Zitian                  |                                                                        |
| 2013  | Special ID                                     | Sunny                      |                                                                        |
| 2013  | Angel Warriors                                 |                            |                                                                        |
| 2014  | As the Light Goes Out                          |                            |                                                                        |
| 2014  | Once Upon a Time in Shanghai                   | Long Qi                    |                                                                        |
| 2014  | That Demon Within                              | Ben Chan                   |                                                                        |
| 2014  | Croisades                                      | Shing                      |                                                                        |
| 2014  | Zombie Fight Club                              | Andy                       |                                                                        |
| 2014  | For Love or Money                              |                            |                                                                        |
| 2015  | Hacker                                         | l'inspecteur Alex Trang    |                                                                        |
| 2015  | One Night Only                                 |                            |                                                                        |
| 2016  | League of Gods                                 | Zhou Wuwang                |                                                                        |
| 2018  | Kung Fu League                                 | Huo Yuanjia                |                                                                        |
| 2018  | Ever Night                                     | Chao Xiaoshu               | [ 8 ]                                                                  |
| 2019  | Abduction                                      | Connor                     |                                                                        |
| 2019  | Undercover vs. Undercover                      |                            |                                                                        |
| 2019  | Nezha                                          |                            |                                                                        |
| 2019  | Assassins and the Missing Gold                 |                            |                                                                        |
| 2019  | The Hit                                        |                            |                                                                        |

### Clips
- 2002 : Coco Lee (有你就够了)
- 2004 : Miriam Yeung (处处吻)
- 2004 : Miriam Yeung (柳媚花娇)